# Dali and Cocky Prince
Dali and Cocky Prince (hangul: 달리와 감자탕; rr: Dalliwa Gamjatang) é uma série de televisão sul-coreana exibida pela KBS2 de 22 de setembro a 11 de novembro de 2021, estrelada por Kim Min-jae e Park Gyu-young.

## Enredo
Este drama é sobre o romance entre um parvenu ignorante e a filha de uma família de prestígio que tenta salvar um museu de arte em crise.

## Elenco

### Elenco principal
- Kim Min-jae como Jin Moo-hak

Diretor da Dondon F&B, uma empresa que começou como um pequeno restaurante gamja-tang e cresceu para se tornar uma empresa global de serviços de alimentação com mais de 400 lojas franqueadas.
- Park Gyu-young como Kim Dal-ri

Pesquisadora visitante de um museu de arte, filha única de uma família de elite. Ela é fluente em sete idiomas e tem uma boa personalidade, mas não tem habilidades nas tarefas domésticas, como cozinhar.
- Kwon Yul como Jang Tae-jin

O primeiro amor de Dali, que é o presidente da equipe de planejamento e coordenação do Century Group.
- Hwang Hee como Joo Won-tak

Um detetive da unidade de crimes violentos apoiada pelo pai de Dali.
- Yeonwoo como Ahn Chak-hee

Dona de galeria e filha de um membro da Assembleia Nacional.

### Elenco de apoio

#### Personagens no museu de arte
- Jang Gwang como Kim Nak-cheon, pai de Dali e diretor do Museu de Arte de Cheongsong.[9]
- Woo Hee-jin como Song Sa-bong, curador do Museu de Arte de Cheongsong.[8]
- Ahn Se-ha como Han Byung-se, o curador de elite do Museu de Arte de Cheongsong.[10]
- Yoo Hyung-gwan como Hwang Gi-dong, o engenheiro do departamento de gerenciamento de instalações.
- Song Ji-won como Na Gong-joo, estagiária em um museu de arte.[11]
- Lee Jae-woo como Kim Si-hyung, sobrinho de Nak-cheon.[12]

#### Personagens em torno de Moo-hak
- Ahn Gil-kang como Jin Baek-won, pai de Moo-hak e presidente da Dondon F&B.[10]
- Seo Jeong-yeon como So Geum-ja, mãe de Moo-hak e esposa de Baek-won.[10]
- Lee Je-yeon como Jin Ki-cheol, meio-irmão de Moo-hak e chefe do departamento de planejamento da Dondon F&B.
- Hwang Bo-ra como Yeo Mi-ri, secretária de Moo-hak.[10]

### Participações especiais
- Jeong Kyu-soo[13]
- Hong Seok-cheon como chef Hong Seok-cheon (episódio 1)[14]
- Park Sang-myun como Ahn Sang-tae

## Produção
- O papel principal masculino foi oferecido ao ator Lee Jae-wook.[15]
- As filmagens começam em abril de 2021.[16] O drama foi originalmente programada para ir ao ar em novembro e dezembro de 2021, mas a emissora KBS finalmente decidiu exibi-la mais cedo.[17]

## Trilha sonora

### Parte 1
| Lançado em: 23 de setembro de 2021 |                                                  |                |         |  |
| N.º                                | Título                                           | Artista        | Duração |  |
| 1.                                 | "The Sweetest Love" (내 옆에는 너만 있었으면 해) | Ham Yonji      | 2:52    |  |
| 2.                                 | "The Sweetest Love" (Inst.)                      |                | 2:52    |  |
| Duração total:                     | Duração total:                                   | Duração total: | 5:44    |  |

### Parte 2
| Lançado em: 30 de setembro de 2021 |                    |                |         |  |
| N.º                                | Título             | Artista        | Duração |  |
| 1.                                 | "Straight" (직진)  | DINDIN         | 3:07    |  |
| 2.                                 | "Straight" (Inst.) |                | 3:07    |  |
| Duração total:                     | Duração total:     | Duração total: | 6:14    |  |

### Parte 3
| Lançado em: 6 de outubro de 2021 |                                |                |         |  |
| N.º                              | Título                         | Artista        | Duração |  |
| 1.                               | "That's Ordinary Love"         | Seoho          | 2:23    |  |
| 2.                               | "That's Ordinary Love" (Inst.) |                | 2:23    |  |
| Duração total:                   | Duração total:                 | Duração total: | 4:46    |  |

### Parte 4
| Lançado em: 7 de outubro de 2021 |                       |                |         |  |
| N.º                              | Título                | Artista        | Duração |  |
| 1.                               | "With You" (이상하죠) | Ha Hyunsang    | 4:01    |  |
| 2.                               | "With You" (Inst.)    |                | 4:01    |  |
| Duração total:                   | Duração total:        | Duração total: | 8:02    |  |

### Parte 5
| Lançado em: 14 de outubro de 2021 |                                                                  |                |         |  |
| N.º                               | Título                                                           | Artista        | Duração |  |
| 1.                                | "Can't You Love Me" (사랑할 순 없는지)                           | Fromm          | 4:26    |  |
| 2.                                | "Can't You Love Me (Piano Ver.)" (사랑할 순 없는지 (Piano Ver.)) | Fromm          | 4:32    |  |
| 3.                                | "Can't You Love Me" (Inst.)                                      |                | 4:26    |  |
| 4.                                | "Can't You Love Me (Piano Ver.)" (Inst.)                         |                | 4:32    |  |
| Duração total:                    | Duração total:                                                   | Duração total: | 17:56   |  |

### Parte 6
| Lançado em: 21 de outubro de 2021 |                                   |               |         |  |
| N.º                               | Título                            | Artista       | Duração |  |
| 1.                                | "U Hoo Hoo"                       | 클랑（KLANG） | 3:21    |  |
| 2.                                | "U Hoo Hoo（Piano Ver.）"         |               | 3:16    |  |
| 3.                                | "U Hoo Hoo" (Inst.)               |               | 3:21    |  |
| 4.                                | "U Hoo Hoo（Piano Ver.）" (Inst.) |               | 3:16    |  |

### Parte 7
| Lançado em: 27 de outubro de 2021 |                      |                    |         |  |
| N.º                               | Título               | Artista            | Duração |  |
| 1.                                | "月坑" (달 크레이터) | 김예지（Kim Yeji） | 3:49    |  |
| 2.                                | "月坑" (Inst.)       |                    | 3:49    |  |

### Parte 8
| Lançado em: 3 de novembro de 2021 |                   |               |         |  |
| N.º                               | Título            | Artista       | Duração |  |
| 1.                                | "GIFT"            | CHAI (李秀晶) | 3:38    |  |
| 2.                                | "GIFT" (Eng Ver.) |               | 3:38    |  |
| 3.                                | "GIFT" (Inst.)    |               | 3:38    |  |

### Parte 9
| Lançado em: 10 de novembro de 2021 |                              |                |         |  |
| N.º                                | Título                       | Artista        | Duração |  |
| 1.                                 | "The Kiss" (연인 (키스))     | Hodge          | 2:36    |  |
| 2.                                 | "One Day It Will Be"         | Ian Hug · 서호 | 2:38    |  |
| 3.                                 | "The Kiss" (Inst.)           |                | 2:36    |  |
| 4.                                 | "One Day It Will Be" (Inst.) |                | 2:38    |  |

## Recepção
- Na tabela abaixo, os números azuis representam as audiências mais baixas e os números vermelhos representam as audiências mais elevadas.
- N/A para classificações desconhecidas ou desconhecidas.
- NR indicou que o drama não estava entre os 20 principais programas diários naquela data.

| Episódio | Data de transmissão    | Audiência média | Audiência média | Audiência média |
| Episódio | Data de transmissão    | Nielsen Korea   | Nielsen Korea   | TNmS            |
| Episódio | Data de transmissão    | Em todo o país  | Seul            | Em todo o país  |
| -------- | ---------------------- | --------------- | --------------- | --------------- |
| 1        | 22 de setembro de 2021 | 4,4% (NR)       | 4,9% (18º)      | —               |
| 2        | 23 de setembro de 2021 | 4,3% (16º)      | 4,5% (15º)      | —               |
| 3        | 29 de setembro de 2021 | 5,1% (18º)      | 4,8% (18º)      | —               |
| 4        | 30 de setembro de 2021 | 5,3% (11º)      | 5,4% (12º)      | —               |
| 5        | 6 de outubro de 2021   | 5,1% (14º)      | 5,0% (17º)      | 4,2% (20º)      |
| 6        | 7 de outubro de 2021   | 5,4% (11º)      | 5,5% (11º)      | 4,6% (14º)      |
| 7        | 13 de outubro de 2021  | 5,3% (14º)      | 5,4% (11º)      | 4,5% (18º)      |
| 8        | 14 de outubro de 2021  | 5,2% (12º)      | 5,3% (12º)      | 4,6% (14º)      |
| 9        | 20 de outubro de 2021  | 5.2% (13º)      | 5.4% (13º)      | 4.1% (18º)      |
| 10       | 21 de outubro de 2021  | 4.9% (15º)      | 4.9% (14º)      | 4.5% (18º)      |
| 11       | 27 de outubro de 2021  | 4.9% (15º)      | 5.1% (15º)      | 4.8% (17º)      |
| 12       | 28 de outubro de 2021  | 5.4% (11º)      | 5.6% (10º)      | 4.6% (14º)      |
| 13       | 3 de novembro de 2021  | 5.1% (16º)      | 4.8% (16º)      | 4.8% (15º)      |
| 14       | 4 de novembro de 2021  | 5.0% (13º)      | 5.1% (13º)      | 4.3% (16º)      |
| 15       | 10 de novembro de 2021 | 5.3% (15º)      | 5.5% (13º)      | 4.2% (17º)      |
| 16       | 11 de novembro de 2021 | 5.7% (12º)      | 5.7% (10º)      | 4.1% (20º)      |
| Média    | Média                  | 5.1%            | 5.2%            | %               |